# Distretto di Görogly
Il distretto di Görogly è un distretto del Turkmenistan situato nella provincia di Daşoguz. Ha per capoluogo la città di Görogly.